# Batina (Draž)
Pour les articles homonymes, voir Batina.
Batina est une localité de la municipalité de Draž, dans le comitat d'Osijek-Baranja en Croatie. C'est un port situé sur la rive droite du Danube à 25 kilomètres au nord-est de Osijek. Un pont sur le Danube construit en 1974 la relie à la ville serbe de Bezdan. Au recensement de 2001 la localite comptait 623 habitants.